# Nystalus maculatus
Nystalus maculatus là một loài chim trong họ Bucconidae.